# Франц Карл фон Неселроде-Ересхофен
Франц Карл фон Неселроде-Ересхофен (на немски: Franz Karl Graf von Nesselrode zu Ereshoven; * 14 ноември 1673; † 10 юни 1750) е граф на Неселроде-Ересхофен от древния род Неселроде, господар на Ересхофен в Северен Рейн-Вестфалия.
Той е син на имперския фрайхер Филип Вилхелм Кристоф фон Неселроде-Ересхофен († 1704), маршал на Берг, магнат на Унгария (1695), и съпругата му фрайин Адриана Александрина Франциска фон Лееродт († 1728), дъщеря на фрайхер Хайнрих Вилхелм фон Лееродт (* ок. 1610) и фрайин Йохана Франциска фон Кортенбах цу Хелмондт († сл. 1665). През 1396 г. Вилхелм фон Неселроде († 1399) получава Ересховен, който остава 500 години резиденция на фамилията Неселроде до 1920 г.
Той има четири сестри. Племенник е на Вилхелм Франц фон Неселроде-Ересхофен (1638 – 1732), дипломат, 1703 г. епископ на Фюнфкирхен/Печ, и 1721 г. издигнат на имперски граф.
Франц Карл фон Неселроде-Ересхофен е издигнат на граф на Неселроде-Ересхофен. Той умира на 76 години на 10 юни 1750 г.

## Фамилия
Франц Карл фон Неселроде-Ересхофен се жени на 17 октомври 1709 г. за Мария Терезия София фон Шорлемер († ноември 1754), племенница на Франц Арнолд фон Волф-Метерних-Грахт (1658 – 1718), княжески епископ на Падерборн (1704 – 1718) и Мюнстер (1706 – 1718), дъщеря на Каспар Енгелберт фон Шорлемер и фрайин София Елиза Франциска фон Волф-Метерних-Грахт (* 1657), дъщеря на фрайхер Дегенхард Адолф фон Волф-Метерних-Грахт (1616 – 1668) и Филипина Агнес фон Ройшенберг-Зетерих († 1663). Те имат имат четири деца:
- Франциска Шарлота, омъжена на 14 юни 1744 г. в Дюселдорф за барон Кристиаан Август Херман Бернхард ван Гелдер, господар на Арцен (* 20 февруари 1702, Арцен в Нидерландия; † 18 март 1767)
- Йохан Франц Вилхелм (* 4 септември 1710; † 1754), граф на Неселроде, неженен
- Франц Бертрам (* 1 октомври 1711; † 7 август 1777) граф на Неселроде, неженен
- Карл Франц (* 14 ноември 1713; † 11 април 1798), граф на Неселроде-Ересхофен, курпфалцски-баварски щатхалтер на Херцогство Юлих-Берг, държавен таен съветник и конференц-министър, амтсман на Щайнбах, канцлер на Юлих-Берг и „рицър на Ордена Св. Хубертус“, женен на 24 февруари 1743 г. за фрайин Анна фон Лое (* 14 август 1721; † 5 юни 1794); имат два сина и четири дъщери